# كلارا مورغان
كلارا مورغان (ولدت يوم 25 يناير 1981-)، مغنية فرنسية وممثلة أفلام إباحية سابقة. بدأت حياتها المهنية كممثلة إباحية من عام 2000 إلى عام 2004.

## وصلات خارجية
- كلارا مورغان على موقع IMDb (الإنجليزية)
- كلارا مورغان على موقع روتن توميتوز (الإنجليزية)
- كلارا مورغان على موقع ألو سيني (الفرنسية)
- كلارا مورغان على موقع ميوزك برينز (الإنجليزية)
- كلارا مورغان على موقع ميوزك برينز (الإنجليزية)
- كلارا مورغان على موقع أول ميوزيك (الإنجليزية)
- كلارا مورغان على موقع ديسكوغز (الإنجليزية)
- كلارا مورغان على موقع قاعدة بيانات الفيلم (الإنجليزية)
- كلارا مورغان على موقع ليتربوكسد (الإنجليزية)
- كلارا مورغان على موقع كينوبويسك (الروسية)